# Ступовача
Ступовача је насељено место у саставу града Кутине, у Мославини, Хрватска.

## Историја
Почетком 20. века место Ступовача је било село - православна парохија којој су припадала као филијале околна насеља: Кутина и Шартовац.
Политичка општина се налазила у Вуковју, а црквена у месту. Од укупно 786 домова, њих 249 су тада српски. Са друге стране од 3963 становника на православне Србе отпада 1563 или 34%. У месту су православна црква и комунална школа, због оште и брзојава ишло се у Гарешницу.
Председник црвене пштине био је 1905. године Миле Радаковић а перовођа парох. Православни храм посвећен Св. великомученику Димитрију подигнут је 1847. године. Црквене матрикуле су заведене још 1768. године.
Православна парохија је 5. класе, има парохијски дом и земљишну сесију, те српско православно гробље. Православни парох у Ступовачи 1898-1905. године био је поп Томо Савић, родом из Велике Мучне.
У месној комуналној школи радили су пре Првог светског рата "наместни" учитељи: Љубомир Трбуховић (1885-1886). Постоји једно школско здање из 1800. године, у којем живи и учитељ Ђорђе Кукић родом из Бршљанице. Редовну наставу похађа 120 а пофторну још 30 ђака.

## Становништво
На попису становништва 2011. године, Ступовача је имала 440 становника.

### Попис 1991.
На попису становништва 1991. године, насељено место Ступовача је имало 500 становника, следећег националног састава:
| Попис 1991.‍  | Попис 1991.‍  | Попис 1991.‍ | Попис 1991.‍ | Попис 1991.‍ |
| ------------ | ------------ | ----------- | ----------- | ----------- |
|              |              |             |             |             |
| Срби         | Срби         |             | 381         | 76,20%      |
| Хрвати       | Хрвати       |             | 94          | 18,80%      |
| Југословени  | Југословени  |             | 12          | 2,40%       |
| Мађари       | Мађари       |             | 4           | 0,80%       |
| Чеси         | Чеси         |             | 4           | 0,80%       |
| Словенци     | Словенци     |             | 1           | 0,20%       |
| неопредељени | неопредељени |             | 4           | 0,80%       |
| укупно: 500  |              |             |             |             |